# Dicliptera eriantha
Dicliptera eriantha är en akantusväxtart som beskrevs av Joseph Decaisne. Dicliptera eriantha ingår i släktet Dicliptera och familjen akantusväxter. Inga underarter finns listade i Catalogue of Life.